# Iglesia de Nuestra Señora de La Merced (San José)
La Iglesia de Nuestra Señora de La Merced, conocida comúnmente como Iglesia de La Merced, es un templo cristiano católico y parroquia bajo la advocación de la Virgen de las Mercedes, ubicado en la ciudad de San José, Costa Rica. Es un sobrio edificio de arquitectura neogótica, que se levanta en pleno corazón de la capital costarricense, sobre la Avenida Segunda y avenida 4 y calles 12 y 10 del distrito Hospital, frente al Parque Braulio Carrillo (conocido como Parque de La Merced) y el costado este del Hospital San Juan de Dios. Su construcción inició en junio de 1894, siendo monseñor Bernardo Augusto Thiel obispo de Costa Rica. Fue construida por el ingeniero Lesmes Jiménez Bonnefil y el arquitecto Jaime Carranza Aguilar. Destaca especialmente por una única torre central que muestra una fuerte influencia de la arquitectura gótica alemana. Esta iglesia es, desde el 11 de junio de 1996, patrimonio histórico-arquitectónico de Costa Rica y uno de los edificios más reconocibles de la ciudad de San José.

## Historia
La Iglesia de La Merced substituye a otro templo que estuvo ubicado en la intersección entre la Avenida Central y la calle 4 de San José, donde se levanta actualmente la sede central del Banco Central de Costa Rica. Esta primera iglesia surgió en 1816 por iniciativa de un grupo de vecinos de la villa de San José que deseaban erigir un oratorio dedicado a la Virgen de las Mercedes, patrona de la ciudad de Barcelona. Los vecinos recolectaron de su propio bolsillo el dinero y edificaron un templo de adobes y tejas en un sitio cercano a la antigua Factoría de Tabacos de San José.
En 1822, un terremoto produjo una grieta en la fachada de la Parroquia de San José, por lo que la Iglesia de La Merced se volvió el lugar elegido para asistir a los servicios religiosos. En 1824, el templo fue el lugar donde se hizo la juramentación de los miembros del Primer Congreso Constituyente del Estado Libre de Costa Rica. Tras la Guerra de la Liga, la imagen o una réplica de la Virgen de los Ángeles fue traída de Cartago y alojada en este templo hasta 1842, cuando fue devuelta a aquella ciudad.
En 1871, monseñor Anselmo Llorente y Lafuente promovió su restauración tras declararla temporalmente Catedral de San José. La reconstrucción finalizó en 1874 y en 1881, siendo obispo de Costa Rica monseñor Bernardo Augusto Thiel, se procedió a delimitar la jurisdicción de esta iglesia y la de Nuestra Señora del Carmen.
En 1888, fue destruida por un sismo. Para su reconstrucción, la Iglesia Católica y el Gobierno costarricense intercambiaron terrenos, por lo que La Merced sería reconstruida en el terreno que ocupaba el Teatro Municipal y en el lugar donde estaba la primera iglesia se edificó el Banco Central. Esta es la razón por la que la actual Iglesia de La Merced no se encuentra dentro del distrito Merced, cuyo nombre proviene del primer templo.
La construcción del primer templo inició en 1894, gracias a una donación del gobierno costarricense. El diseño arquitectónico, de estilo neogótico, fue decidido por los constructores, el ingeniero Lesmes Jiménez y el arquitecto Jaime Carranza, y por monseñor Thiel, como una respuesta a los estilos neoclásicos, barrocos y mediterráneos que predominaban en los edificios construidos por los liberales, dándose de esta forma un vuelco hacia el estilo más nórdico y medieval en la arquitectura de las iglesias. La construcción finalizó hacia 1907 con la colocación del reloj de la torre.
La Iglesia fue restaurada en el año 2002. En 2016 se denunció en la prensa que el templo había caído de nuevo en el deterioro. Las autoridades aceptaron la situación y agregaron que se negaban a construir un museo en el templo.

## Arquitectura
La arquitectura de la iglesia es de tipo neogótico, destacándose la torre central, de franca influencia gótica alemana. El edificio se construyó en ladrillo, sobre un zócalo de piedra. El templo posee tres naves interiores bajo una ojiva continuada. La nave central es la más alta, con quince metros de altura, mientras que las naves laterales alcanzan los nueve metros.
La armadura y la cubierta del techo son de hierro. Posee un cielo raso de caoba de tono natural, el cual se sostiene sobre columnas de madera, las cuales presentan coloridas pinturas obra del italiano Adriano Arié, que datan de 1940. La base de las paredes internas posee un enchape de mármol, con piso de mosaicos. La iglesia posee varios elementos como rosetones, jardines y vitrales, además de una recubierta de estuco veneciano en la entrada principal. Durante la última restauración, se rescataron los colores originales del templo y una serie de pinturas originales en las paredes internas que fueron recubiertas en una remodelación en 1950.

## Obras de arte
Dentro de la Iglesia de La Merced se encuentran varias obras de arte, destacándose tres vitrales que representan la aparición de la Virgen de las Mercedes. Su obra más apreciada y valiosa, sin embargo, es un imagen de Cristo Agonizante, del artista Manuel María Zúñiga, quien se retrató a sí mismo desnudo sobre una cruz para luego realizar la escultura, por lo cual la anatomía y las heridas del Cristo son bastante realistas.

## Galería

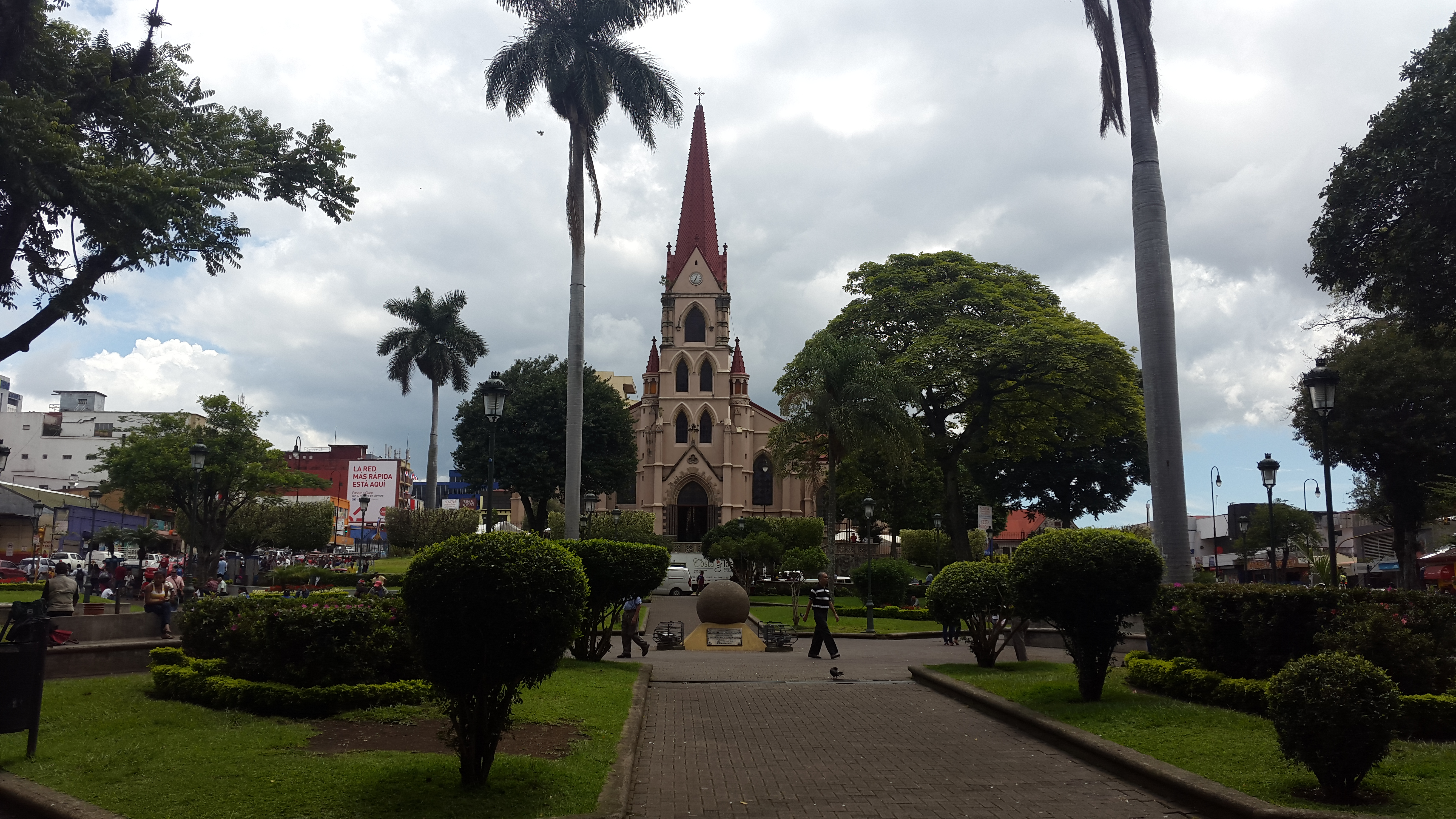
Vista desde el Parque Braulio Carrillo (o Parque de La Merced).
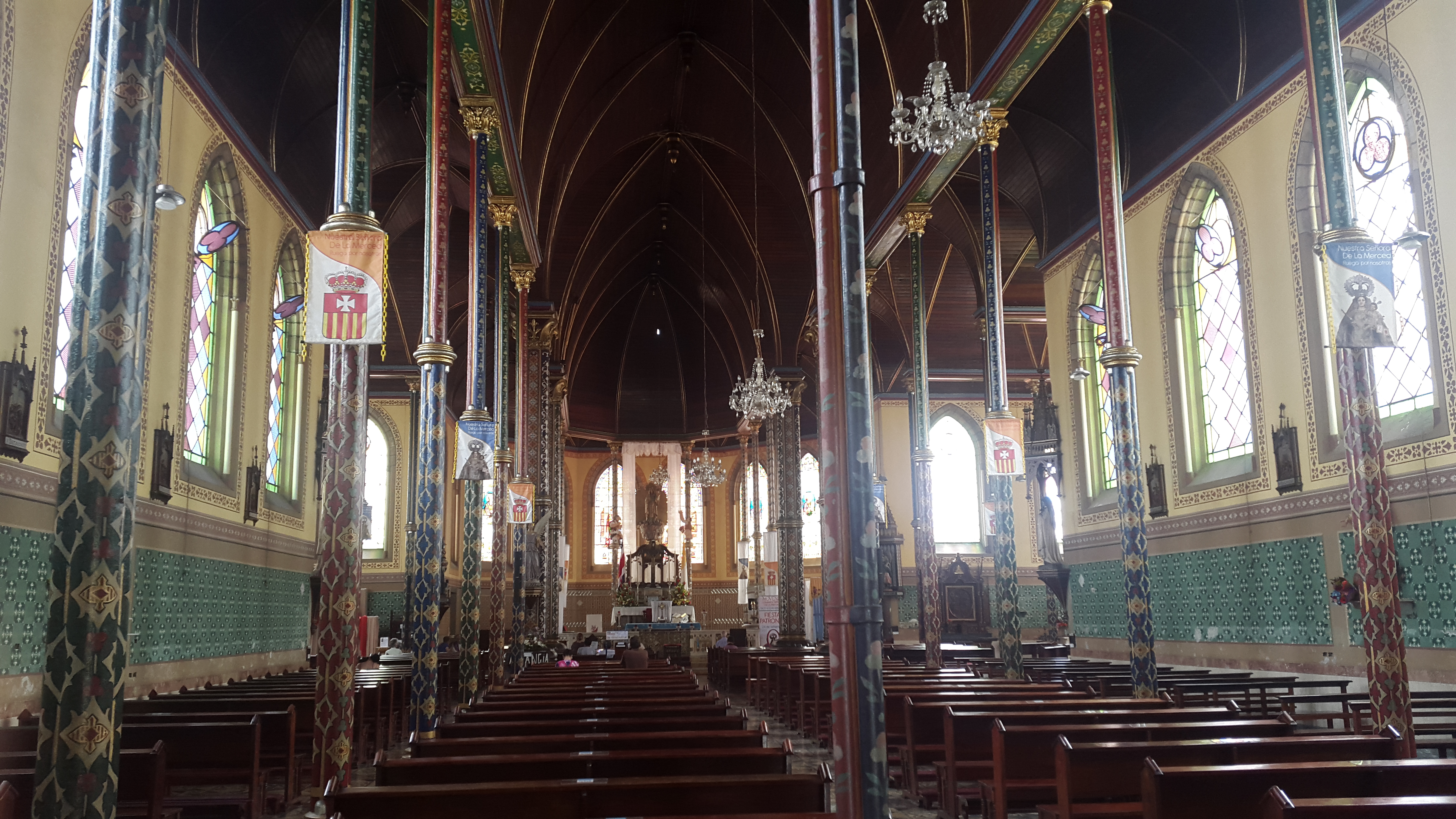
Interior de la Iglesia.
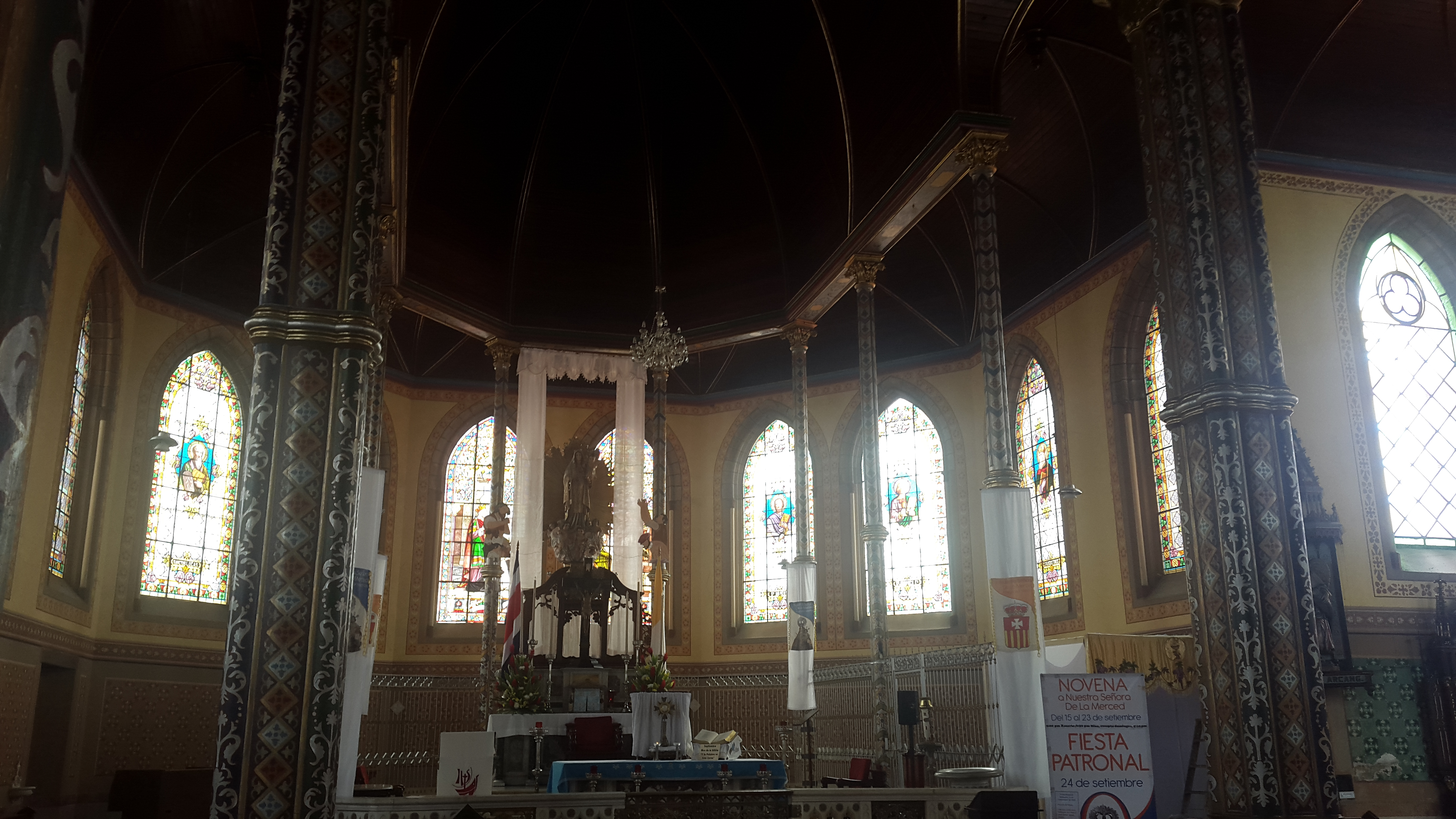
Altar mayor.
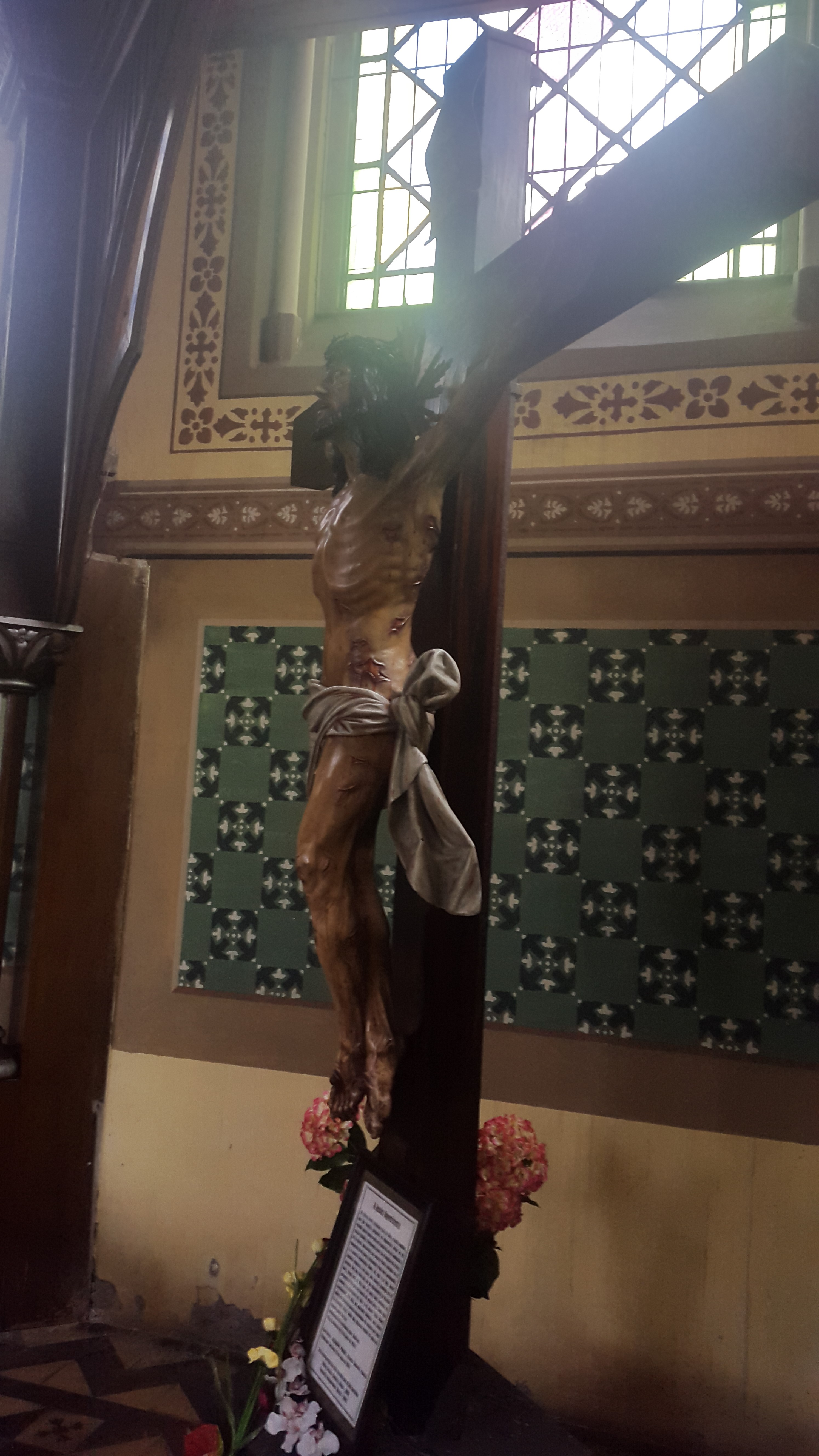
El Cristo Agonizante.
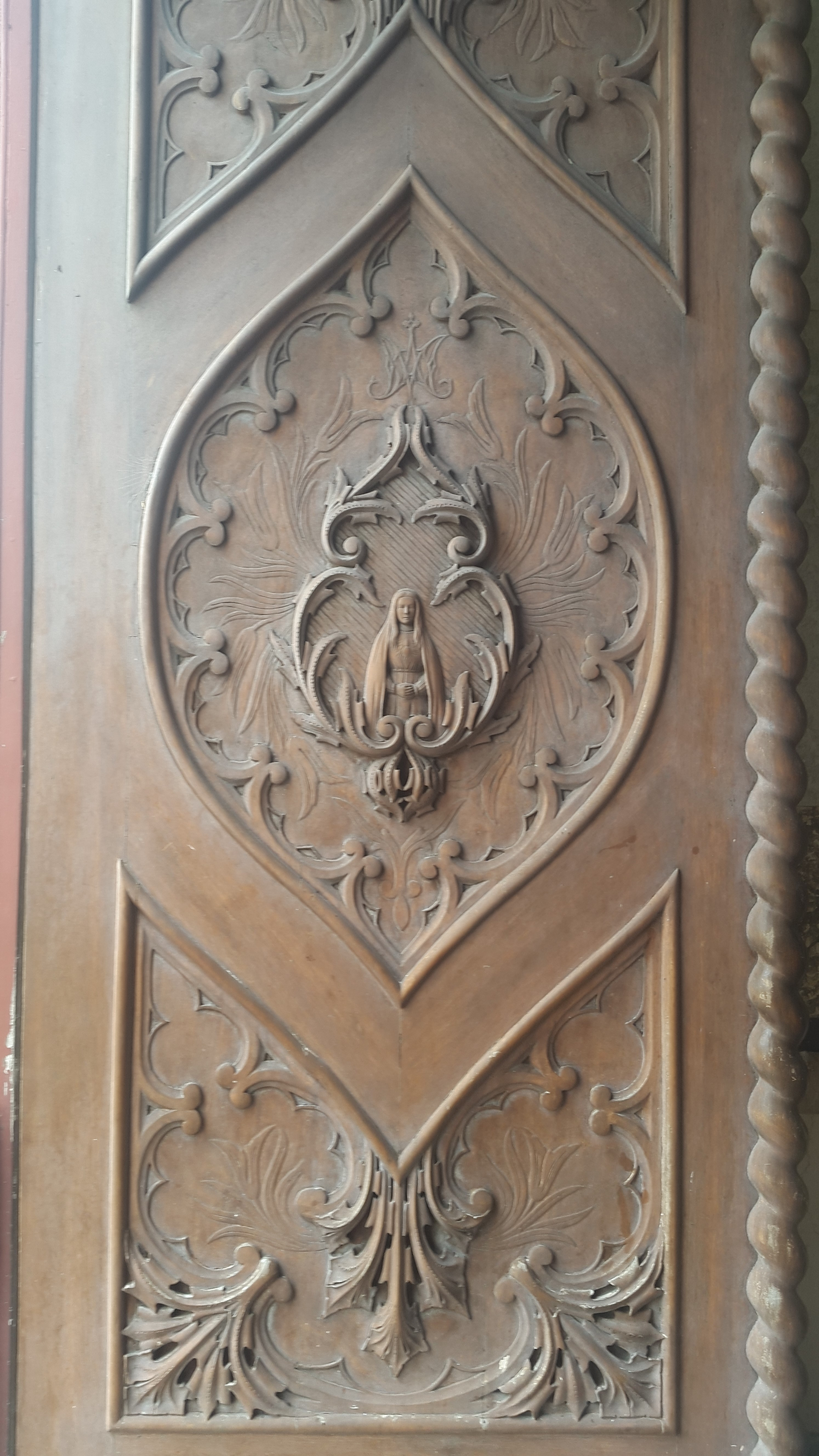
Detalle de la puerta oeste.
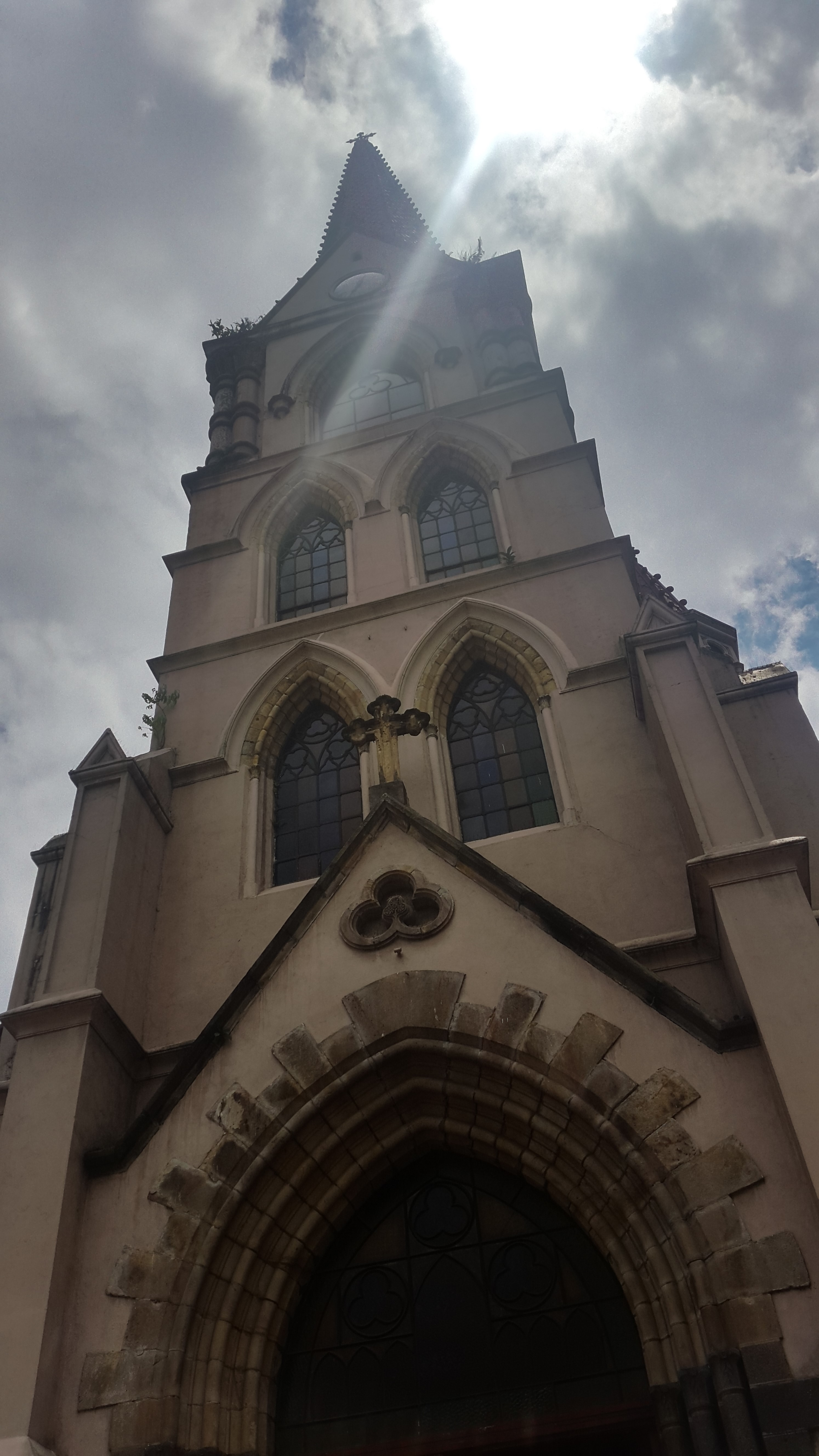
Torre de estilo gótico alemán.